# La Mandoline du capitaine Corelli
La Mandoline du capitaine Corelli est un roman de l'écrivain britannique Louis de Bernières publié en 1993.
L'histoire se déroule pendant la Seconde Guerre mondiale, sur l'île grecque de Céphalonie. Elle raconte la rencontre entre un jeune capitaine italien avec le docteur Iannis et sa fille Pelagia pendant l'occupation italo-germanique en Grèce.
En toile de fond, on découvre l'histoire de la Grèce des années 1940 à nos jours.

## Résumé
L’histoire principale se situe à Céphalonie en Grèce durant la Seconde Guerre mondiale.
Ce récit raconte le triangle amoureux de Pélagia, Mandras et Antonio Corelli et beaucoup d’autres histoires qui se déroulent pendant la guerre.
Pélagia rencontre Mandras lorsque celui-ci est blessé et est soigné par son Père le Dr. Yannis. Mandras succombe au charme de Pélagia et lui fait la cour et ensuite sa demande en mariage. Mandras était un pêcheur, il naviguait et souvent ramenait des poissons à Pélagia. Mandras va se faire enrôler à l’armée pour éblouir Pélagia par ses exploits à la Guerre.
Son absence devient pesante pour Pélagia car il ne daigne pas répondre à ses multiples lettres, elle finit par prendre ça avec stoïcisme.
Quelque temps plus tard, Pélagia tombe nez à nez avec une vieille personne qui prétend être Mandras. Il a été meurtri par la guerre, celle-ci l’a transformé en vieillard maigrelet.
En 1941, les Italiens installent leur camp à Céphalonie, c’est à ce moment-là que Pélagia fait la rencontre de Antonio Corelli qui s’installera chez elle.
Antonio est un soldat passionné de musique qui rêve de devenir professionnel dans ce domaine, avec sa mandoline Antonia. Il est la tête d’une compagnie passionnée d’opéra qui s’appelle la Scala. Il va d’ailleurs utiliser entre autres la musique pour séduire Pélagia.
Au même moment, Mandras rejoint l’E.L.A.S (branche militaire de l’organisation E.A.M dirigée par les membres du K.K.E) qui étaient essentiellement des communistes. Mandras deviendra par la suite un meurtrier au nom de la nécessité historique.
L’amour entre Pélagia et le Capitaine est impossible car celle-ci était déjà promise à Mandras, d’autant plus qu'à cette époque là cela ne se faisait pas d’avoir des relations avec un occupant.
La guerre entre les Italiens et les Allemands éclate dévastant Céphalonie. Weber (gradé allemand et ami de Corelli) reçoit l’ordre de fusiller la compagnie du capitaine mais il n’avait pas compté sur le fait que Carlos protégerait Antonio au péril de sa vie car il était tombé amoureux de celui-ci.
Antonio est retrouvé gisant à moitié mort par Vélissarios qui l’emmène chez le docteur Yannis pour le sauver. Lorsque Corelli est remis sur pied, il fuit et quitte l’île en promettant à Pélagia de revenir.
En 1944, les Allemands quittent l’île. Le Dr Yannis est soupçonné d’avoir des idées fascistes et est enlevé par l’E.A.M.
Mandras revenu auprès de Pélagia tente de la violer. Pour se défendre, elle lui tire une balle dans la clavicule. Drossoula (mère de Mandras) entendant le coup de feu vient voir ce qu’il se passe et constate que son fils est devenu un violeur et le renie, celui-ci, accablé par le chagrin, choisit de se noyer en mer avec ses dauphins.
2 ans plus tard, le Dr Yannis revient meurtri et martyrisé par la captivité. Par la suite, les rôles s’inversent, Pélagie devient médecin et son père l’assistant.
En 1953, un tremblement de terre ravage l’île, le Dr. Yannis meurt durant celui-ci. Antonia (fille adoptée par Pélagia et Drossoula) et Drossoula encouragent Pélagia à finir le livre que son père avait commencé racontant l’histoire de l’île.
Pélagia reçoit plusieurs lettres anonymes. Drossoula dans son ancienne maison ouvre une taverne, à sa mort, celle-ci est reprise par Pélagia. Yannis, fils de Antonia, commence à jouer de la mandoline qui appartenait à Antonio Corelli.
Le capitaine à ses 65 ans retourne voir Pélagia pour reprendre leur histoire d’amour et lui explique qu’il est venu régulièrement la voir mais pensant qu’elle avait un enfant, il ne s’approchait pas d’elle. Ils partent tous les deux vers Athènes.

## Thèmes et personnages

### Relation à l'histoire
Dans tout le roman, on sent le grand intérêt de l’auteur pour la précision historique. Le récit nous fait parcourir toute l’histoire grecque de 1940 à nos jours, et plusieurs évènements sont relatés directement.
- Tout le processus de la déclaration de guerre entre l’Italie et la Grèce est détaillé à travers plusieurs points de vue, celui des habitants, des soldats italiens comme Carlo, de Metaxas, Mussolini ou même de l’ambassadeur italien en Grèce.
- La guerre en elle-même est aussi très précisément racontée, à la fois du point de vue italien et grec à travers les personnages de Carlo et Mandras. Les batailles dans les montagnes et la souffrance des soldats sont particulièrement poignantes.
- L’occupation de la Grèce pendant la Seconde Guerre mondiale prend une place importante dans le roman particulièrement à travers l’histoire d’amour entre le capitaine Corelli et Pélagia. Mais on découvre aussi les différentes factions de la résistance en suivant le parcours de Mandras. Quant au personnage allemand de Guter Weber, il est aussi intéressant, car il donne un point de vue allemand aux évènements.
- La guerre civile grecque est relatée bien que moins exploitée que la Seconde Guerre mondiale. Les souffrances infligées par les différents partis, particulièrement par les groupes communistes, y sont décrites.
- Enfin, le tremblement de terre de 1953 prend une place importante. Sa description et ses conséquences sur l’île sont longuement détaillées.
- On peut aussi mentionner les différents extraits de « l’histoire particulière de Céphalonie » qu'écrit le docteur Iannis et qui décrivent diverses périodes de l’histoire de l’île.

### Thème de l'homosexualité
Il est intéressant de voir comment le thème de l’homosexualité est traité dans le roman. Il apparaît très tôt dans le récit à travers le personnage de Carlo et ses confessions. Si l’auteur s’intéresse au thème de l’amour de façon générale (en particulier aux histoires de Pelagia et Mandras puis Pelagia et Antonio), c’est dans le traitement de l’amour homosexuel qu’il fait preuve du plus d’originalité. L’amour que Carlo ressent d’abord pour Francesco puis pour Antonio et sa souffrance platonique donne à son personnage un romantisme et une beauté que n’atteignent pas les autres. La mort magnifiée de Francesco dans la souffrance des montagnes grecques et son récit par Carlo, découpé entre le mensonge fait à la mère du défunt et ses véritables sentiments, fait partie des plus émouvantes scènes du livre.

## Adaptation
- 2001 : Capitaine Corelli (Captain Corelli's Mandolin), film britanno-franco-américain réalisé par John Madden. Le rôle du capitaine est tenu par Nicolas Cage et celui de Pelagia par Penélope Cruz.
- 2024: La mandoline du Capitaine Corelli: Bande dessinée réalisée par Arnaud Ribadeau Dumas et Louis de Bernières. Editée par Cyressa.  (ISBN 978-2-9596599-0-4)